# Campeonato Mundial de Esgrima
O Campeonato Mundial de Esgrima é um evento esportivo no qual são apurados os campeões mundiais nas modalidades florete, espada e sabre.
O evento é organizado anualmente pela Federação Internacional de Esgrima (em francês: Fédération Internationale d’Escrime) com sede em Lausana, Suíça, e foi disputado pela primeira vez em Paris na França, em 1921. 

## Edições

### Não oficial
| Nr. | Ano  | Sede                | País              |
| --- | ---- | ------------------- | ----------------- |
| 1ª  | 1921 | Paris               | França            |
| 2ª  | 1922 | Paris e Ostende     | França · Bélgica  |
| 3ª  | 1923 | Haia                | Países Baixos     |
| 4ª  | 1925 | Ostende             | Bélgica           |
| 5ª  | 1926 | Budapeste e Ostende | Hungria · Bélgica |
| 6ª  | 1927 | Vichy               | França            |
| 7ª  | 1929 | Nápoles             | Itália            |

| Nr. | Ano  | Sede       | País      |
| --- | ---- | ---------- | --------- |
| 8ª  | 1930 | Liège      | Bélgica   |
| 9ª  | 1931 | Viena      | Áustria   |
| 10ª | 1932 | Copenhaga* | Dinamarca |
| 11ª | 1933 | Budapeste  | Hungria   |
| 12ª | 1934 | Varsóvia   | Polónia   |
| 13ª | 1935 | Lausana    | Suíça     |
| 14ª | 1936 | Sanremo*   | Itália    |

### Oficial
| Nr. | Ano  | Sede             | País               |
| --- | ---- | ---------------- | ------------------ |
| 15ª | 1937 | Paris            | França             |
| 16ª | 1938 | Piešťany         | Tchecoslováquia    |
| 17ª | 1947 | Lisboa           | Portugal           |
| 18ª | 1948 | Haia*            | Países Baixos      |
| 19ª | 1949 | Cairo            | Egito              |
| 20ª | 1950 | Monte Carlo      | Mónaco             |
| 21ª | 1951 | Estocolmo        | Suécia             |
| 22ª | 1952 | Copenhaga*       | Dinamarca          |
| 23ª | 1953 | Bruxelas         | Bélgica            |
| 24ª | 1954 | Luxemburgo       | Luxemburgo         |
| 25ª | 1955 | Roma             | Itália             |
| 26ª | 1956 | Londres*         | Reino Unido        |
| 27ª | 1957 | Paris            | França             |
| 28ª | 1958 | Filadélfia       | Estados Unidos     |
| 29ª | 1959 | Budapeste        | Hungria            |
| 30ª | 1961 | Turim            | Itália             |
| 31ª | 1962 | Buenos Aires     | Argentina          |
| 32ª | 1963 | Gdańsk           | Polónia            |
| 33ª | 1965 | Paris            | França             |
| 34ª | 1966 | Moscovo          | União Soviética    |
| 35ª | 1967 | Montreal         | Canadá             |
| 36ª | 1969 | Havana           | Cuba               |
| 37ª | 1970 | Ankara           | Turquia            |
| 38ª | 1971 | Viena            | Áustria            |
| 39ª | 1973 | Gotemburgo       | Suécia             |
| 40ª | 1974 | Grenoble         | França             |
| 41ª | 1975 | Budapeste        | Hungria            |
| 42ª | 1977 | Buenos Aires     | Argentina          |
| 43ª | 1978 | Hamburgo         | Alemanha Ocidental |
| 44ª | 1979 | Melbourne        | Austrália          |
| 45ª | 1981 | Clermont-Ferrand | França             |
| 46ª | 1982 | Roma             | Itália             |
| 47ª | 1983 | Viena            | Áustria            |
| 48ª | 1985 | Barcelona        | Espanha            |
| 49ª | 1986 | Sófia            | Bulgária           |
| 50ª | 1987 | Lausana          | Suíça              |
| 51ª | 1988 | Orleães*         | França             |
| 52ª | 1989 | Denver           | Estados Unidos     |
| 53ª | 1990 | Lyon             | França             |
| 54ª | 1991 | Budapeste        | Hungria            |
| 55ª | 1992 | Havana*          | Cuba               |
| 56ª | 1993 | Essen            | Alemanha           |
| 57ª | 1994 | Atenas           | Grécia             |
| 58ª | 1995 | Haia             | Países Baixos      |

| Nr. | Ano  | Sede              | País           |
| --- | ---- | ----------------- | -------------- |
| 59ª | 1997 | Cidade do Cabo    | África do Sul  |
| 60ª | 1998 | La Chaux-de-Fonds | Suíça          |
| 61ª | 1999 | Seul              | Coreia do Sul  |
| 62ª | 2000 | Budapeste*        | Hungria        |
| 63ª | 2001 | Nimes             | França         |
| 64ª | 2002 | Lisboa            | Portugal       |
| 65ª | 2003 | Havana            | Cuba           |
| 66ª | 2004 | Nova Iorque*      | Estados Unidos |
| 67ª | 2005 | Leipzig           | Alemanha       |
| 68ª | 2006 | Turim             | Itália         |
| 69ª | 2007 | São Petersburgo   | Rússia         |
| 70ª | 2008 | Pequim*           | China          |
| 71ª | 2009 | Antália           | Turquia        |
| 72ª | 2010 | Paris             | França         |
| 73ª | 2011 | Catânia           | Itália         |
| 74ª | 2012 | Kiev              | Ucrânia        |
| 75ª | 2013 | Budapeste         | Hungria        |
| 76ª | 2014 | Cazã              | Rússia         |
| 77ª | 2015 | Moscou            | Rússia         |
| 78ª | 2016 | Rio de Janeiro    | Brasil         |
| 79ª | 2017 | Leipzig           | Alemanha       |
| 80ª | 2018 | Wuxi              | China          |
| 81ª | 2019 | Budapeste         | Hungria        |
| 82ª | 2022 | Cairo             | Egito          |
| 83ª | 2023 | Milão             | Itália         |

- (*) - Nestas edições foram realizados as provas que não estavam no programa dos Jogos Olimpicos do mesmo ano

## Quadro de medalhas geral
Total de medalhas conquistas por nação de 1921 até 2019
| Posição | País               | Ouro | Prata | Bronze | Total |
| 1       | Itália             | 116  | 104   | 103    | 353   |
| 2       | França             | 92   | 93    | 94     | 279   |
| 3       | União Soviética    | 92   | 54    | 47     | 193   |
| 4       | Hungria            | 91   | 86    | 94     | 271   |
| 5       | Rússia             | 56   | 32    | 36     | 124   |
| 6       | Alemanha Ocidental | 25   | 26    | 16     | 67    |
| 7       | Alemanha           | 22   | 34    | 45     | 101   |
| 8       | Polónia            | 17   | 29    | 41     | 87    |
| 9       | Roménia            | 13   | 22    | 30     | 65    |
| 10      | Ucrânia            | 12   | 12    | 19     | 43    |
| 11      | Estados Unidos     | 11   | 13    | 14     | 38    |
| 12      | China              | 8    | 19    | 16     | 43    |
| 13      | Coreia do Sul      | 8    | 11    | 25     | 44    |
| 14      | Suécia             | 7    | 15    | 21     | 43    |
| 15      | Cuba               | 6    | 5     | 9      | 20    |
| 16      | Estónia            | 5    | 6     | 6      | 17    |
| 17      | Dinamarca          | 5    | 3     | 4      | 12    |
| 18      | Áustria            | 4    | 4     | 19     | 17    |
| 19      | Reino Unido        | 3    | 6     | 9      | 18    |
| 20      | Países Baixos      | 3    | 3     | 6      | 12    |
| 21      | Suíça              | 2    | 9     | 10     | 24    |
| 22      | Bélgica            | 2    | 4     | 10     | 16    |
| 23      | Espanha            | 2    | 2     | 6      | 10    |
| 24      | Azerbaijão         | 2    | 1     | 4      | 7     |
| 25      | Bulgária           | 1    | 3     | 4      | 8     |
| 26      | Tchecoslováquia    | 1    | 3     | 1      | 5     |
| 27      | Japão              | 1    | 1     | 4      | 6     |
| 28      | Noruega            | 1    | 0     | 1      | 2     |
| 29      | Brasil             | 1    | 0     | 0      | 1     |
| 30      | Venezuela          | 0    | 2     | 0      | 2     |
| 31      | Tunísia            | 0    | 1     | 3      | 4     |
| 32      | Bielorrússia       | 0    | 1     | 2      | 3     |
| 32      | Canadá             | 0    | 1     | 2      | 3     |
| 32      | Alemanha Oriental  | 0    | 1     | 2      | 3     |
| 35      | Portugal           | 0    | 1     | 0      | 1     |
| 36      | Egito              | 0    | 0     | 7      | 7     |
| 37      | CEI                | 0    | 0     | 1      | 1     |
| 37      | Colômbia           | 0    | 0     | 1      | 1     |
| 37      | Finlândia          | 0    | 0     | 1      | 1     |
| 37      | Grécia             | 0    | 0     | 1      | 1     |
| 37      | Hong Kong          | 0    | 0     | 1      | 1     |
| 37      | Irão               | 0    | 0     | 1      | 1     |
|         | Total              | 6709 | 607   | 729    | 1 955 |